# Etnesjøen
Etnesjøen o Etne es el centro administrativo del municipio de Etne en la provincia de Hordaland, Noruega. Se localiza en el límite interior del Etnefjorden, cerca de la ruta europea E134, 8 km al sur de Skånevik y 10 km al noreste de Ølensjøen (en el municipio de Vindafjord).
La localidad se asienta en la orilla del río Etneelva en un valle rodeado de montañas. El lago Løkjelsvatnet está 10 km al oeste de Etnesjøen. Hay tres iglesias históricas que son las de Gjerde, Grindheim y Stødle.
En el 2013 tenía 1159 habitantes repartidos en 1,17 km², dando una densidad de 991 hab/km².